# Ricardo Pachón
Ricardo Pachón Capitán (Sevilla, 1937) es un productor musical, arreglista y compositor. Está considerado como probablemente el productor más influyente de la historia del Nuevo flamenco y el flamenco moderno; ha producido discos como La leyenda del tiempo, los tres primeros LP de Lole y Manuel o el debut de Veneno. También ha dirigido numerosos documentales relacionados con el mundo de la música.

## Biografía
Ricardo Pachón Capitán ha dedicado su vida al flamenco como productor y como conservador y archivero de grabaciones antiguas de cantes tradicionales. Es licenciado en Derecho por la Universidad de Sevilla. Ha trabajado en el Área de Cultura en la Diputación de Sevilla y en la Junta de Andalucía y RTVE realizando principalmente documentales y programas relacionados con el flamenco.
A principios de los años 1970 inicia su carrera como productor del grupo Smash y convenció a Manuel Molina para que entrara a formar parte del grupo, influyendo para que el grupo se acercara al sonido con influencias flamencas característico del Rock andaluz. También produjo el debut del grupo Imán, pero sobre todo es recordado por haber producido buena parte de los discos más representativos del 'Nuevo flamenco', aunque se jubilase como funcionario dada la escasa difusión comercial que tuvieron la mayoría de sus producciones. Si bien, a largo plazo discos poco valorados en su momento, como La leyenda del tiempo, se han convertido en grandes éxitos de público y crítica. 
Actualmente es director del sello Flamenco Vivo, dedicado desde hace 50 años a la  producción fonográfica y audiovisual del flamenco.
Como director de documentales destaca Triana pura y pura, que narra la expulsión de los gitanos del barrio de Triana de Sevilla y lo que supuso para la desaparición de la esencia del flamenco. El documental fue nominado para los Premios Goya al mejor largometraje documental.

## Discografía Seleccionada

### Como productor
- Lole y Manuel - “Nuevo día” (1975), “Pasaje del agua” (1976),  Romero Verde” (1977)
- Veneno - "Veneno” (1977)
- Imán - 'Imán Califato Independiente” (1978)
- Camarón de la Isla - La leyenda del tiempo (1979), “Como el agua” (1981), “Calle Real" (1983), “Viviré” (1984), “Flamenco Vivo” (directo) (1987), "Soy gitano” (1989), “Autorretrato” (1990), “Camarón Nuestro”(directo)(1994), “Camarón en París”(edición y máster) (1999), “Antología Inédita”, “Por Camarón”(Varios artistas) (2002)
- Silvio - “Al este del Edén” (1980), “Fantasía Occidental” (1988)
- Tabletom - “Mezclalina” (1980), “Inoxidable” - (1992), “La parte Chunga” (1998)
- Pata Negra - “Los Managers” (1980), “Rock gitano” (1983), “Guitarras callejeras” (1986), “Blues de la frontera” (1987), “Inspiración y locura” (1990), “Anticipo flamenco” (1994)
- Rafael Riqueni - “Juego de niños” (1986)
- Tomatito - “Rosas del amor” (1987)
- Maita Vende Ca - "No Hay Luz Sin Día" (1999), "Loquito Por Tus Huesos" (2000)
- Diego Carrasco - A tiempo” (1991), “Voz de referencia” (1993)
- Romero San Juan “Poderío” (1989)
- Rocío Jurado - “La Lola se va a los Puertos”[2]
- La Macanita - "Jerez, Xères, Sherry" (1998)

### Compositor de bandas sonoras
- La Lola se va a los puertos - (1993)
- Belmonte

## Filmografía
- Triana pura y pura. En directo desde el Teatro Lope de Vega de Sevilla. Dirección musical.
- Las fronteras del flamenco. Dirección. Para RTVE.
- La última caravana. Dirección. Para RTVE.
- Pata Negra. El rock de los gitanos. Dirección. Para RTVE:
- El territorio flamenco. Dirección. Para RTVE.
- Montoya: La familia. Dirección. Para RTVE.
- Bodas de Gloria. Dirección y producción. Para Canal Plus.
- Sinfonía sevillana. Documental para RTVE.

## Premios y nominaciones
- Premio Imagenera 2013 (por Triana pura y pura)
- Festival de Sevilla Panorama Andaluz (por Triana pura y pura)
- Beefeater In-Edit Film Festival Mejor Película (por Triana pura y pura)[5]
- Premios Grammy Latinos  Nominado a mejor vídeo musical en versión larga (por Triana pura y pura)[6]
- Premios Goya Nominado a mejor largometraje documental (por Triana pura y pura)

## Archivo
Tiene un importante archivo de flamenco en fiestas privadas.